# Biclonuncaria conica
Biclonuncaria conica es una especie de polilla de la familia Tortricidae. Se encuentra en Veracruz, México.